# 13. horská divize SS „Handschar“ (1. chorvatská)
13. Waffen-Gebirgs Division der SS „Handschar“ (kroatische Nr. 1) byla jedna z divizí Waffen-SS. Byla vytvořena během druhé světové války k využití bosenských muslimů pro obranu jejich oblasti a k protipartyzánským bojům. S jejím vytvořením pomáhal arabský nacionalista, muslimský vůdce a velký jeruzalémský muftí Amín al-Husajní.

## Nasazení divize

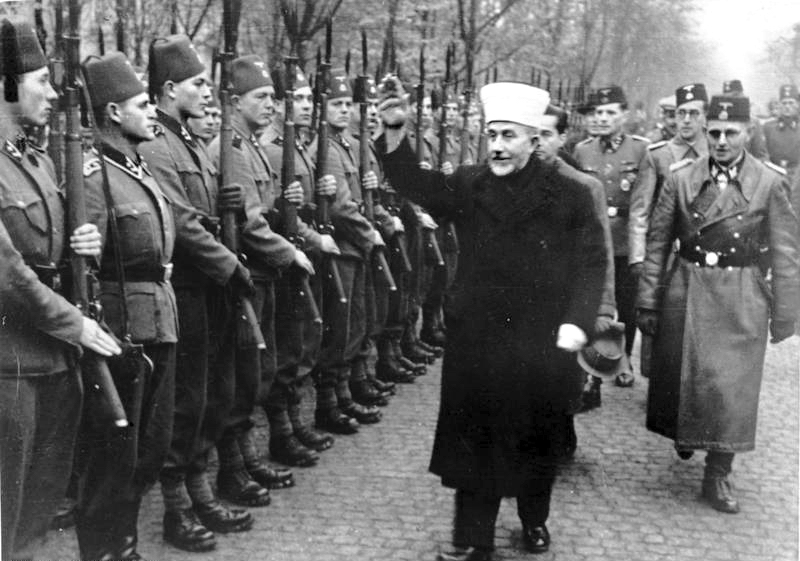
Amín al-Husajní zdraví bosenské dobrovolníky, listopad 1943.

Bosenské jednotky Waffen-SS byly nasazovány do akcí proti partyzánům. Hlavním úkolem divize Handschar bylo bojovat proti partyzánům Josipa Broze Tita v Bosně. Její jednotky byly vycvičeny a vyzbrojeny jako horské jednotky. Do těchto operací byla nasazována od února roku 1944.

### Operace Wegweiser
Od 10. do 13. března roku 1944 byla cílem Operace Wegweiser oblast Sremska Mitrovica, která byla pod kontrolou partyzánů, kteří ohrožovali železnici mezi Bělehradem a Záhřebem. Partyzáni operovali z lesů kolem řeky Bosut a vesnic kolem řeky Sáva. Toto byla první operace nově zformované divize.

### Operace Osterei
Operace Osterei začala dne 12. dubna roku 1944 s cílem vyčistit pohoří Majevica od partyzánských sil. 27. horský pluk SS pod velením SS-Obersturmbannführera Desideria Hampela rychle obsadil vesnici Janja a dostal se až do oblasti Ugljevik. Zpráva z boje hlásila 106 mrtvých, 45 zajatých a 2 nepřátelské dezertéry.
28. pluk SS překročil Mackovac a po bojích okolo městečka Priboj partyzáni ustoupili na jih. Průzkum divize se spojil se 1. horskou brigádou domobrany na západních svazích pohoří Majevica.

### Operace Rübezahl
Německému útoku v oblasti Sandžaku (Operace Rübezahl) velel SS-Obergruppenführer Artur Phleps, který byl zároveň velitelem Gruppe Kommando Sandschak, do kterého spadala 7. SS-Freiwilligen-Gebirgs Division „Prinz Eugen“, 1. horská divize a divize „Handschar“. V této operaci se divize účastnila jen počátečních akcí, než byla přesunuta do východní Bosny k obraně řeky Drina.

## Složení
Pokud jde o počáteční složení divize, zdroje se liší. Pavlovič uvádí, že šedesát procent rekrutů byli muslimové a zbytek byli jugoslávští Němci, kteří tvořili většinu důstojníků a poddůstojníků. Tomasevič uvádí, že byla vytvořena s počtem 23 200 Muslimů a 2 800 Chorvatů, s většinou německých důstojníků. Dále uvádí, že šlo o největší z muslimských divizí SS s počtem 26 000 vojáků. Lepre naznačuje, že předepsaná síla divize byla snížena z 26 000 na 21 000 vojáků a Cohen uvádí, že divize dosáhla maximálního počtu 17 000 vojáků v dubnu 1944.

## Velitelé
Vrchní velitelé divize

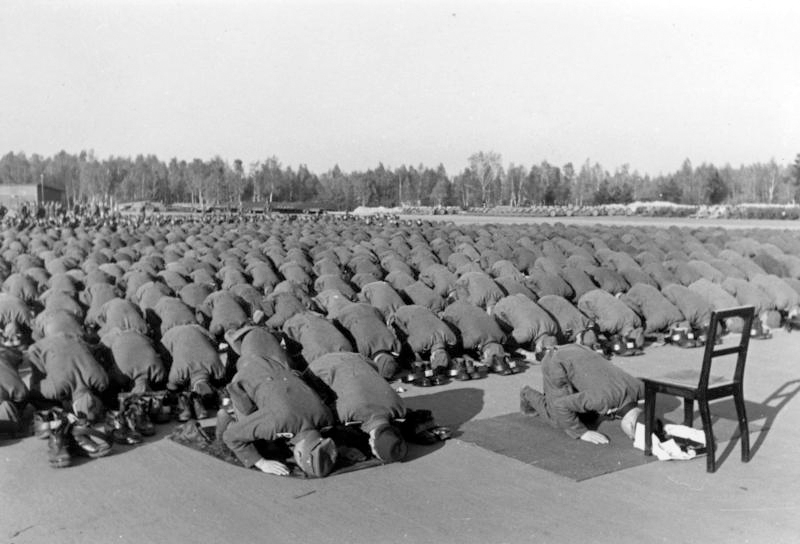
Příslušníci divize Handschar během modlitby, listopad 1943

- SS-Brigadeführer Herbert von Obwurzer (1. duben, 1943 – 9. srpen, 1943)
- SS-Gruppenführer Karl-Gustav Sauberzweig (9. srpen, 1943 – ? červen, 1944)
- SS-Brigadeführer Desiderius Hampel (? červen, 1944 – 8. květen, 1945)

Náčelníci štábu
- SS-Sturmbannführer Erich Braun (1. březen, 1943 – 1. červenec, 1944)
- SS-Sturmbannführer Einer (? červenec, 1944 – ? červenec 1944)
- SS-Sturmbannführer Johann Boy Petersen (? červenec, 1944 – ? červenec, 1944)
- SS-Hauptsturmführer Otto Reuter (1. srpen, 1944 – ? 1945)
- SS-Sturmbannführer Siegfried Bernhard Sander (1. březen, 1945 – ? březen 1945)
- SS-Sturmbannführer Hamm (? březen, 1945 – ? březen, 1945)
- SS-Sturmbannführer Siegfried Bernhard Sander (24. březen, 1945 – ? 1945)

Proviantní důstojníci

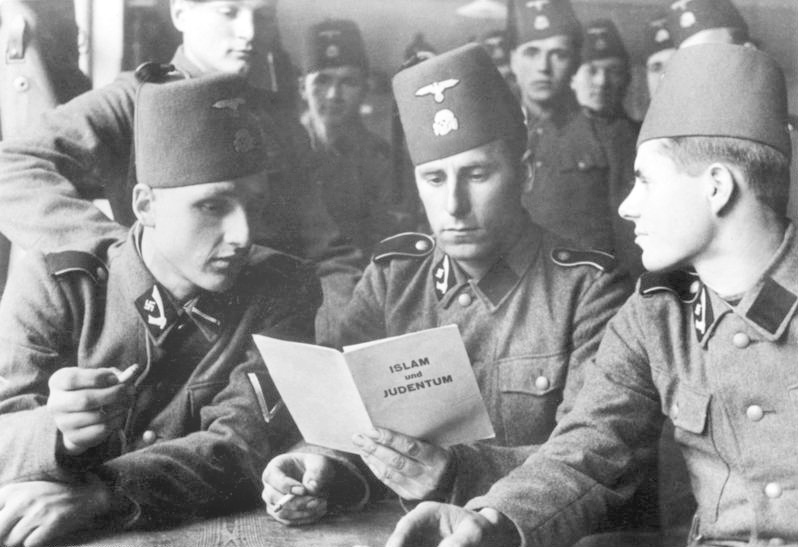
Vojáci divize Handschar s brožurou „Islám a Judaismus“, 1943

- SS-Sturmbannführer Desiderius Hampel (3. říjen, 1943 – 22. říjen, 1943)
- SS-Sturmbannführer Johann Petersen (? duben, 1944 – 2. červenec, 1944)
- SS-Hauptsturmführer Otto Reuter (2. červenec, 1944 – 1. srpen, 1944)
- SS-Sturmbannführer Johann Petersen (1. srpen, 1944 – 1. březen, 1945)

Oblasti operací
- Jugoslávie (březen, 1943 – červenec, 1943)
- Francie (červenec, 1943 – leden 1944)
- Německo (leden, 1944 – březen, 1944)
- Jugoslávie (březen, 1944 – září, 1944)
- Maďarsko (leden, 1945 – duben, 1945)
- Rakousko (duben, 1945 – květen, 1945)

## Početní stavy divize
| Měsíc    | Rok  | Počet  |
| -------- | ---- | ------ |
| prosinec | 1943 | 21 065 |
| červenec | 1944 | 19 136 |
| prosinec | 1944 | 12 793 |

## Držitelé rytířského kříže
- SS-Brigadeführer Desiderius Hampel (3. května, 1945 jako velitel 13. Waffen-Gebirgs Division der SS „Handschar“)
- SS-Obersturmbannführer Hans Hanke (3. května, 1945 jako velitel Waffen-Gebirgs Jäger Regiment der SS 28)
- SS-Hauptsturmführer Helmut Kinz (3. května, 1945 jako velitel SS-Aufklärung Abteilung 13)
- SS-Obersturmbannführer Karl Liecke (3. května, 1945 jako velitel Waffen-Gebirgs Jäger Regiment der SS 27)
- SS-Sturmbannführer Albert Stenwedel (3. května, 1945 jako velitel II. praporu ze Waffen-Gebirgs Jäger Regiment der SS 27)

## Složení divize

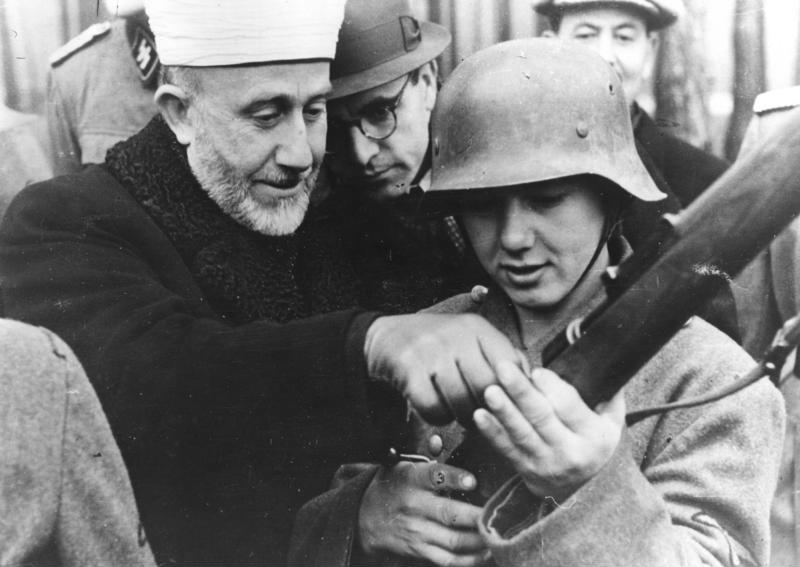
Amín al-Husajní s bosenskými dobrovolníky

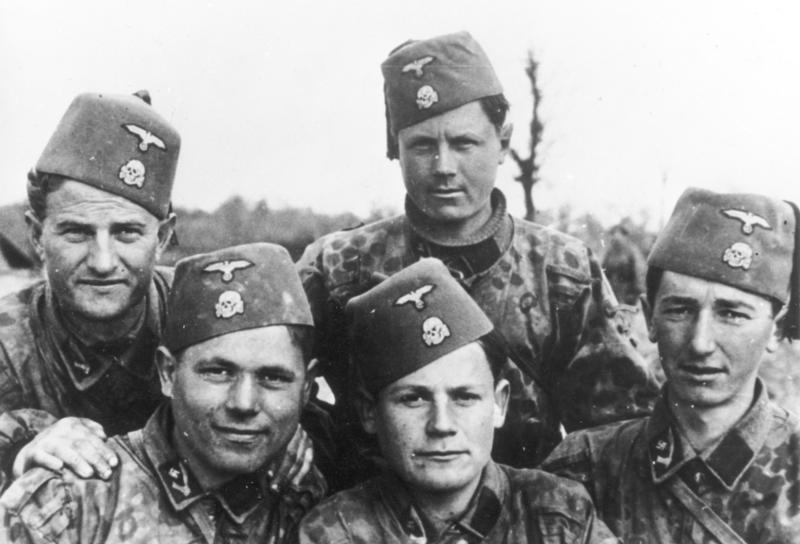
Příslušníci divize Handschar

- SS-Waffen-Gebirgsjäger-Regiment der SS 27 (27. pluk horských myslivců Waffen-SS)
- SS-Waffen-Gebirgsjäger-Regiment der SS 28 (28. pluk horských myslivců Waffen-SS)
- SS-Waffen-Artillerie-Regiment der SS 13 (13. pluk dělostřelectva Waffen-SS)
- SS-Panzerjäger-Abteilung 13 (13. oddíl stíhačů tanků SS)
- SS-Aufklärungs-Abteilung (mot) 13 (13. průzkumný oddíl SS – motorizovaný)
- Waffen-Gebirgs-Pionier-Abteilung der SS 13 (13. horský ženijní oddíl Waffen-SS)
- Waffen-Gebirgs-Nachrichten-Abteilung der SS 13 (13. horský zpravodajský oddíl Waffen-SS)
- Waffen-Flak-Abteilung der SS 13 (13. oddíl protiletadlové obrany Waffen-SS)
- SS-Nachrichten-Abteilung 13 (13. zpravodajský oddíl SS)
- Kroatische SS-Radfahr-Bataillon (Chorvatský cyklistický prapor SS )
- Kroatische SS-Kradschützen-Bataillon (Chorvatský motocyklový prapor SS)
- SS-Divisionsnachschubtruppen 13 (13. četa divizního zásobování SS)
- Versorgungs-Regiment Stab 13 (13. oddíl zásobování plukovního štábu)
- SS-Verwaltungs-Bataillon 13 (13. správní prapor SS)
- SS-Sanitäts-Abteilung 13 (13. sanitní oddíl SS)
- SS-Krankenkraftwagenzug 13 (13. oddíl sanitních vozů SS)
- SS-Freiwilligen-Gebirgs-Veterinär-Kompanie 13 (13. horská veterinární rota SS)
- SS-Feldpostamt 13 (13. úřad polní pošty SS)
- SS-Kriegsberichter-Zug 13 (13. četa válečných zpravodajů SS)
- SS-Feldgendarmerie-Trupp 13 (13. četa polního četnictva SS)
- SS-Feldersatz-Bataillon 13 (13. pohotovostní prapor SS)
- SS-Kraftfahr-Lehr-Abteilung 13 (13. jízdní výcvikový oddíl SS)